# Boston (Film)
Boston (Originaltitel: Patriots Day) ist ein US-amerikanisches Actiondrama aus dem Jahr 2016. Unter der Regie von Peter Berg und mit Mark Wahlberg in der Hauptrolle rekonstruiert der Film den Patriots’ Day des Jahres 2013 in Boston, Massachusetts. An ihm fand der Boston-Marathon statt und der Anschlag auf den Boston-Marathon mit drei Toten und über 260 Verletzten. Mark Wahlberg war auch als Produzent an der Fertigstellung des Films mit verantwortlich.
Des Weiteren enthält der Film Originalaufnahmen.
Der Film wurde am 21. Dezember 2016 in ausgewählten Kinos veröffentlicht. Am 13. Januar 2017 lief er in den meisten US-amerikanischen Kinos an. In Deutschland und Österreich war er ab dem 23. Februar 2017 zu sehen.

## Handlung
Im Fokus der Handlung steht der verheiratete Polizist Tommy Saunders. Ihm fällt am 15. April 2013 die Aufgabe zu, mit seinen Kollegen die Strecke des Boston-Marathons zu überwachen. Plötzlich explodieren mehrere Sprengsätze. Es ist ein islamistischer Terroranschlag. Bald stehen zwei Brüder, Dschochar und Tamerlan Zarnajew, als Tatverdächtige fest. Es beginnt eine mehrere Tage andauernde fieberhafte Suche nach den Attentätern.

## Hintergrund
Wie bei World Trade Center oder Flug 93, die nur fünf Jahre nach den Terroranschlägen am 11. September 2001 produziert wurden, ist auch nach dem Anschlag in Boston schnell ein Film über ein amerikanisches Trauma entstanden.
Gedreht wurde der Film im April 2016 mit einem Budget von 45 Millionen US-Dollar an Schauplätzen in Massachusetts, überwiegend in Malden und Framingham. Die Szene der Gefangennahme von Dschochar Zarnajew im Film wurde am dritten Jahrestag der Verhaftung des Attentäters gedreht.

## Synchronsprecher
- Tommy Saunders: Oliver Mink
- Special Agent Richard DesLauriers: Udo Schenk
- Commissioner Ed Davies: Hartmut Neugebauer
- Sergeant Jeffrey Pugliese: Jan Spitzer
- Carol Saunders: Gundi Eberhard
- Dschochar Zarnajew: Patrick Baehr
- Tamerlan Zarnajew: Karim Chamlali
- Sean Collier: Julius Jellinek
- Dun Meng: Marius Clarén
- Jessica Kensky: Yvonne Greitzke
- Patrick Downes: Henning Nöhren
- Katherine Russell: Nicole Hannak
- William Evans: Torsten Michaelis
- Gouverneur Deval Patrick: Michael Iwannek
- Vernehmungsbeamtin: Anke Reitzenstein
- Bürgermeister Thomas Menino: Joachim Tennstedt
- Agent James Williams: Jacob Weigert
- Agent John Bradshaw: Rainer Doering
- Bootsbesitzer: Freimut Götsch
- David Ortiz: Tommy Morgenstern
- Dias Kadyrbayev: Michael Wiesner
- Harrold: Bernhard Völger
- Kara: Lina Rabea Mohr
- Leo Woolfender: Moritz Ost
- Li: Maria Hönig
- Michael Thomas: Martin Keßler
- Officer Joey Reynolds: Nico Sablik
- Officer Lisa Murphy: Marie-Isabel Walke
- Robel: David Wittmann
- Scharfschütze: Dennis Sandmann
- Sergeant John MacLellan: Frank Schaff
- Steve Woolfenden: Stefan Krause
- Barack Obama: Oliver Siebeck

## Kritik
„Die Mischung aus rasanter Action, spannendem Thriller und menschlichem Drama setzt den Einwohnern von Boston ein filmisches Denkmal. Zugleich plädiert der umsichtig inszenierte Film für den Zusammenhalt gegen terroristische Bedrohungen.“

Der Film hält auf Rotten Tomatoes eine Bewertung von 81 %, basierend auf 236 Kritiken und einer Durchschnittsbewertung von 6,8/10.
In den USA vergaben die Zuschauer für den Film nach seinem Start den CinemaScore „A+“, was einer „1+“ entspricht.